# Binaural beats

Binaural beats

Binaural beats verwijst naar een technologie die twee verschillende tonen genereert, een toon voor het linkeroor en een andere toon voor het rechteroor. Het verschil tussen deze tonen is meestal klein, van 1 tot 30 Hz. Het kleine verschil tussen de twee tonen zorgt ervoor dat het brein een derde verschiltoon genereert als een zweving van de twee verschillende (maar op elkaar gelijkende) tonen in het linker- en rechteroor. Deze derde toon wordt de binaural beat genoemd, en heeft een frequentie die overeenkomt met het verschil tussen de twee tonen. Indien de linkertoon 150 Hz is, en de rechtertoon 143 Hz, is de binaural beat 7 Hz.
Het voordeel hiervan is dat met een kleine koptelefoon, toch lage tonen gesimuleerd kunnen worden.

## Ontdekking
Het effect werd ontdekt in 1839 door Heinrich Wilhelm Dove. Sindsdien bleef het lange tijd een wetenschappelijk curiosum, tot het 134 jaar later weer onder de aandacht kwam door een publicatie van Gerald Oster, getiteld "Auditory Beats in the Brain" (Scientific American, 1973).

## Beschikbaarheid van binauralbeattechnologie
Binaural beats worden verwerkt in mp3's of cd's voor verkoop, vanwege de vermeende goede invloed daarvan op de  hersenen. Er zijn ook softwarepakketten waarmee men zelf in staat is binaural beats te verwerken in reeds bestaande mp3-bestanden.